# Banyuasin Separe
Banyuasin Separe is een bestuurslaag in het regentschap Purworejo van de provincie Midden-Java, Indonesië. Banyuasin Separe telt 1723 inwoners (volkstelling 2010).